# 자불주
자불주(Zābol Velāyat, 파슈토어: د زابل ولايت, 다리어: ولایت زابل)는 아프가니스탄 남부에 있는 주이다. 면적 17,345.45 km2, 인구 423,100명(2004년)이다. 주도는 칼라트이길자이(Kalāt-i-Ghilzai).

## 같이 보기
- 아프가니스탄의 주
- 자볼